# بورفيرياتو
بورفيرياتو (بالإنجليزية: عصر بورفيريو دياث، حرفيًا بورفيريات) مصطلح يُطلق على الفترة التي حكم فيها الجنرال بورفيريو دياث المكسيك كرئيس في أواخر القرن التاسع عشر وأوائل القرن العشرين، وقد صاغ هذا المصطلح المؤرخ المكسيكي دانييل كوسيو بييجاس. بعد الاستيلاء على السلطة في انقلاب عام 1876، سعى دياث إلى اتباع سياسة «النظام والتقدم»، داعيًا إلى الاستثمار الأجنبي في المكسيك والحفاظ على النظام الاجتماعي والسياسي، بالقوة إذا لزم الأمر. كانت هناك تغييرات اقتصادية وتكنولوجية واجتماعية وثقافية كبيرة خلال هذه الفترة.
عندما اقترب دياث من عيد ميلاده الثمانين في عام 1910، بعد انتخابه المستمر منذ عام 1884، لم يكن قد وضع خطة لخلافته. عادة ما يُنظر إلى الانتخابات المزورة التي جرت عام 1910 على أنها نهاية بورفيرياتو. فقد اندلعت أعمال العنف، وأُجبر دياث على الاستقالة والذهاب إلى المنفى، وشهدت المكسيك عقدًا من الحرب الأهلية الإقليمية، أو الثورة المكسيكية.

## بورفيرياتو كفترة تاريخية
لقد درس المؤرخون فترة رئاسة دياث باعتبارها فترة تاريخية متماسكة تستند إلى التحولات السياسية. هذا يعني على وجه الخصوص فصل فترة «النظام والتقدم» بعد عام 1884 عن العقد المضطرب للثورة المكسيكية (1910-1920) والتطورات التي أعقبت الثورة، ولكن على نحو متزايد يُنظَر إلى بورفيرياتو على أنها وضعت الأساس للمكسيك بعد الثورة. في عهد دياث، استطاعت المكسيك تحقيق مركزية السلطة، وإدارة الصراعات السياسية الداخلية، وقمع اللصوصية، والتحول من النزعة القومية الاقتصادية إلى احتضان الاستثمار الأجنبي. أتاح هذا التحول الاقتصادي الكبير تغييرات سريعة في مجالات الاقتصاد والتكنولوجيا، والانفتاح على الإبداع الثقافي، وزيادة التحضر، والتحولات في المواقف المجتمعية للنخب. كانت فوائد النمو الاقتصادي موزعة بشكل غير متساوٍ وتزايدت الأمراض الاجتماعية، بما في ذلك استعباد الفلاحين بسبب الديون وعمل الأطفال في المؤسسات الصناعية الجديدة. مهدت هزيمة المحافظين المكسيكيين في حرب الإصلاح والتدخل الفرنسي في المكسيك الطريق أمام الليبراليين لتنفيذ رؤيتهم للمكسيك.
كان دياث، الذي سُميت هذه الفترة باسمه، جنرالًا ليبراليًا في الجيش المكسيكي تميز خلال حرب الإصلاح والتدخل الفرنسي. كانت لديه طموحات بأن يصبح رئيسًا للمكسيك، والتي تحققت عندما تمرد على سيباستيان ليردو دي تيخادا بموجب خطة توكستيبيك. حكم في البداية منذ عام 1876 وحتى عام 1880. تُعتبر فترته الأولى أحيانًا مستقلة، إذ عزز سلطته وسعى إلى اعتراف حكومة الولايات المتحدة بنظامه. دعت خطة توكستيبيك صراحةً إلى عدم إعادة انتخاب الرئيس، لذلك في نهاية فترة دياث، تولى أحد حلفائه السياسيين من الجيش الفيدرالي، الجنرال مانويل غونزاليس، الرئاسة لمدة واحدة. في عام 1884، تخلى دياث عن مبدأ عدم إعادة الانتخاب وعاد إلى الرئاسة، ولم يتخل عنها حتى عام 1911. تحداه فرانسيسكو آي. ماديرو في عام 1910، تحت شعار «الاقتراع الفعال، لا إعادة انتخاب».

## النظام السياسي
بدءًا من الفترة الثانية التي تولى فيها دياث الحكم (1884-1888)، والتي أعقبت فترة ولاية الرئيس غونزاليس، وُصِف النظام بأنه دكتاتوري، حيث لم يُنتخَب أي من معارضي دياث في الكونغرس، وظل دياث في منصبه من خلال انتخابات غير ديمقراطية. كان الكونغرس مجرد هيئة توافق على تشريعاته. رافق الاستقرار الداخلي، الذي يُطلَق عليه أحيانًا اسم «السلام البورفيرياني»، تعزيز قوة الدولة المكسيكية، والتي تغذت على زيادة الإيرادات من الاقتصاد المتوسع. استبدل دياث عددًا من الزعماء الإقليميين المستقلين برجال موالين له، واحتوى المعارضة عن طريق استيعاب الأطراف السياسية المعزولة من خلال جعلهم وسطاء مع المستثمرين الأجانب، مما سمح لهم بإثراء أنفسهم. لتعزيز سلطة الدولة بشكل أكبر، عيَّن دياث زعماء سياسيين مسؤولين أمام الحكومة المركزية، الذين قادوا القوات المحلية. سمحت سياسات المصالحة والاستقطاب والقمع للنظام بالحفاظ على النظام لعقود من الزمان. في وسط المكسيك، تعرضت المجتمعات الأصلية التي مارست السيطرة السياسية والاقتصادية على أراضيها وسكانها للتقويض من قبل نظام دياث من خلال مصادرة الأراضي وإضعاف أو غياب القيادة الأصلية. حدثت مصادرة أراضي القرى مع توسع العقارات (الهسيندات)، المملوكة غالبًا للمستثمرين الأجانب. استخدم دياث الإكراه لقمع السلطة الديمقراطية، باستخدام سياسة «الخبز أو الهراوة». سمح له هذا بتعيين حكام الولايات الذين يمكنهم فعل ما يريدون للسكان المحليين، طالما أنهم لا يتدخلون في عمليات دياث. تُعرف هذه العملية بولاية موريلوس قبل الثورة المكسيكية عندما ظهر إيميليانو زاباتا كزعيم في أنينيكويلكو للدفاع عن أراضي وحقوق القرية. نظرًا لأن نظام دياث هدف إلى التوفيق بين المستثمرين الأجانب وملاك العقارات الكبار، الأجانب والمحليين، فقد عانت القرى الأصلية سياسيًا واقتصاديًا.
عندما تولى دياث السلطة في عام 1876، أصبحت الحدود الشمالية للمكسيك مع الولايات المتحدة منطقة توتر وصراع، وكان لا بد من حلها من أجل الاعتراف بنظام دياث كحكومة ذات سيادة للمكسيك. نشطت مجموعات السكان الأصليين ولصوص الماشية في عمليات النهب في منطقة الحدود. لم يعترف الأباتشي بسيادة الولايات المتحدة أو المكسيك على أراضيهم، لكنهم استخدموا التقسيم الدولي لصالحهم، فشنوا غارات على أحد جانبي الحدود وسعوا إلى الجانب الآخر للاحتماء. سرق اللصوص الماشية واستخدموا الحدود أيضًا للهروب من السلطات. استغلت الولايات المتحدة مسألة الحدود كذريعة لعدم الاعتراف بنظام دياث واستمر نزاع دولي منخفض المستوى. إلا أن مسألة الاعتراف حُلّت أخيرًا عندما منح نظام دياث امتيازات سخية لمروجين بارزين للاستثمار الأمريكي في المكسيك، مما دفع هؤلاء للتأثير على الرئيس الأمريكي رذرفورد هايز للاعتراف بالنظام المكسيكي في عام 1878. كان من الواضح لدياث أن فرض النظام والاستقرار فوق جميع الاعتبارات الأخرى.
لقد أدت الاضطرابات التي أعقبت أكثر من عقد من الحرب (1857-1867) والاضطرابات الاقتصادية إلى ظهور أعمال اللصوصية. لمكافحة هذه الأعمال، استعان الرئيس المدني بينيتو خواريز بقوة شرطة ريفية صغيرة وفعالة تحت سيطرته، عُرفت باسم «الشرطة الريفية»، كأداة لفرض النظام. عندما أصبح دياث رئيسًا، عمل على توسيع حجم ونطاق الشرطة الريفية؛ فكانت تحت قيادته وسيطرته على نحو لم يُطبق على الجيش المكسيكي. أصبح شعار «النظام والتقدم» يؤكد أنه في غياب النظام السياسي، تصبح التنمية الاقتصادية والنمو -التقدم- مستحيلًا. لن يكون المستثمرون على استعداد للمخاطرة برؤوس أموالهم إذا كانت الظروف السياسية غير مستقرة.
لقد أدى إنشاء السكك الحديدية إلى تمكين الحكومة من السيطرة بشكل أكثر فعالية على العديد من مناطق المكسيك التي حافظت على مستوى من الاستقلال بسبب بعدها عن العاصمة. ساعد إنشاء خطوط التلغراف على طول خطوط السكك الحديدية في تسهيل سيطرة الحكومة، فقد أمكن نقل الأوامر من مدينة مكسيكو على الفور إلى المسؤولين في أماكن أخرى. تمكنت الحكومة أيضًا من الاستجابة بسرعة للثورات الإقليمية من خلال تحميل سكان الريف المسلحين وخيولهم على متن القطارات لقمع الاضطرابات. بحلول نهاية القرن التاسع عشر، اختفت أعمال العنف تمامًا تقريبًا.

## فلسفة
دياث سياسي براغماتي، ولكن المثقفين المكسيكيين سعوا إلى صياغة الأساس المنطقي لشكل الليبرالية الذي ينتهجونه. أطلق على هؤلاء المدافعين اسم رجال العلم. لقد وجدوا أساسًا لمثل هذه الفلسفة من خلال صياغة الفلسفة الوضعية التي تبناها الفيلسوف الفرنسي أوغست كونت والداروينية الاجتماعية التي تبناها هربرت سبنسر في المكسيك. سعت الفلسفة الوضعية إلى إرساء المعرفة على الملاحظة والمعرفة القائمة على التجربة بدلًا من الميتافيزيقيا أو المعتقدات الدينية. في المكسيك، اعتقد المثقفون الليبراليون أن استقرار المكسيك في ظل حكم دياث يرجع إلى حكومته القوية. في الداروينية الاجتماعية والوضعية، رأى المثقفون أن مبرر حكمهم يرجع إلى تفوقهم على السكان المكسيكيين الريفيين إلى حد كبير، والسكان الأصليين والمختلطين الأعراق (المستيزو). سعى الليبراليون إلى تنمية المكسيك اقتصاديًا، وسعوا إلى تنفيذ التقدم من خلال أيديولوجية تروج لمواقف «قومية، ومؤيدة للرأسمالية، ومبادئ أخلاقية تتمثل في الادخار، والعمل الجاد، وروح المبادرة، والنظافة الشخصية، والاعتدال».